# Yang Liwei (koszykarka)
Yang Liwei (chiń. upr. 杨力维; pinyin Yáng Lìwéi; ur. 2 stycznia 1995 w Kunmingu) – chińska koszykarka występująca na pozycji rozgrywającej, reprezentantka kraju, obecnie zawodniczka Los Angeles Sparks w WNBA.
19 lutego 2023 podpisała umowę z Los Angeles Sparks, zostając drugą Chinką w historii, zatrudnioną przez klub z Miasta Aniołów.

## Osiągnięcia
Stan na 6 marca 2023, na podstawie, o ile nie zaznaczono inaczej.

### Drużynowe
- Mistrzyni Chin (2019, 2021, 2022)[4][5][6]

### Indywidualne
(* – nagrody i wyróżnienia przyznane przez portal asia-basket.com)
- MVP finałów ligi chińskiej (2021*, 2022)[5][6]
- Zaliczona do*:
  - I składu zawodniczek krajowych ligi chińskiej (2015)[7]
  - II składu ligi chińskiej (2015)[7]
  - składu honorable mention ligi chińskiej (2019, 2021)[4][5]
- Uczestniczka meczu gwiazd ligi chińskiej (2014, 2015, 2022)[8][7][6]

### Reprezentacja
Seniorska
- Mistrzyni igrzysk:
  - azjatyckich (2018)
  - Azji Wschodniej (2013)
- Wicemistrzyni:
  - świata (2022)
  - Azji (2015, 2019, 2021)
- Uczestniczka:
  - igrzysk olimpijskich (2020 – 5. miejsce)[9]
  - mistrzostw świata (2014 – 6. miejsce, 2018 – 6. miejsce, 2022)

Młodzieżowe
- Mistrzyni Azji:
  - U–18 (2012)
  - U–16 (2009)
- Brązowa medalistka mistrzostw
  - świata U–17 (2010)
  - Azji U–16 (2011)
- Uczestniczka mistrzostw świata U–19 (2011 – 9. miejsce, 2013 – 5. miejsce)